# Championnat de Pologne de football 1982-1983
Navigation
Édition précédente Édition suivante
La saison 1982-1983 du championnat de Pologne est la cinquante-cinquième saison de l'histoire de la compétition. Cette édition a été remportée par le Lech Poznań, devant le Widzew Łódź.

## Les clubs participants
| Club               | Ville     |
| ------------------ | --------- |
| Bałtyk Gdynia      | Gdynia    |
| GKS Katowice       | Katowice  |
| Gornik Zabrze      | Zabrze    |
| Gwardia Varsovie   | Varsovie  |
| KS Cracovia        | Cracovie  |
| Lech Poznań        | Poznań    |
| Legia Varsovie     | Varsovie  |
| LKS Łódź           | Lódź      |
| Pogoń Szczecin     | Szczecin  |
| Ruch Chorzów       | Chorzów   |
| Sląsk Wrocław      | Wrocław   |
| Stal Mielec        | Mielec    |
| Szombierki Bytom   | Bytom     |
| Widzew Łódź        | Lódź      |
| Wisła Cracovie     | Cracovie  |
| Zagłębie Sosnowiec | Sosnowiec |

## Compétition

### Classement
| Rang | Équipe             | Pts | J  | G  | N  | P  | Bp | Bc | Diff |
| ---- | ------------------ | --- | -- | -- | -- | -- | -- | -- | ---- |
| 1    | Lech Poznań        | 39  | 30 | 17 | 5  | 8  | 42 | 31 | +11  |
| 2    | Widzew Łódź (T)    | 38  | 30 | 13 | 12 | 5  | 50 | 30 | +20  |
| 3    | Ruch Chorzów       | 35  | 30 | 11 | 13 | 6  | 34 | 22 | +12  |
| 4    | Pogoń Szczecin     | 33  | 30 | 12 | 9  | 9  | 44 | 28 | +16  |
| 5    | Wisła Cracovie     | 32  | 30 | 13 | 6  | 11 | 44 | 36 | +8   |
| 6    | Śląsk Wrocław      | 30  | 30 | 12 | 6  | 12 | 35 | 34 | +1   |
| 7    | ŁKS Łódź           | 30  | 30 | 10 | 10 | 10 | 36 | 38 | -2   |
| 8    | Legia Varsovie     | 29  | 30 | 11 | 7  | 12 | 43 | 39 | +4   |
| 9    | Szombierki Bytom   | 29  | 30 | 8  | 13 | 9  | 34 | 37 | -3   |
| 10   | Bałtyk Gdynia      | 29  | 30 | 9  | 11 | 10 | 28 | 31 | -3   |
| 11   | Zagłębie Sosnowiec | 29  | 30 | 10 | 9  | 11 | 29 | 37 | -8   |
| 12   | Górnik Zabrze      | 28  | 30 | 10 | 8  | 12 | 30 | 38 | -8   |
| 13   | GKS Katowice (P)   | 27  | 30 | 10 | 7  | 13 | 28 | 34 | -6   |
| 14   | KS Cracovia (P)    | 27  | 30 | 6  | 15 | 9  | 20 | 33 | -13  |
| 15   | Stal Mielec        | 24  | 30 | 7  | 10 | 13 | 27 | 36 | -9   |
| 16   | Gwardia Varsovie   | 21  | 30 | 7  | 7  | 16 | 26 | 46 | -20  |

| Légende | Légende                                                  |
| ------- | -------------------------------------------------------- |
|         | Coupe des clubs champions européens 1983-1984 (1er tour) |
|         | Coupe UEFA 1983-1984 (1er tour)                          |
|         | Relégué en II Liga                                       |
|         | (T) : Tenant du titre 1981-1982 (P) : Promu              |

## Bilan de la saison
| Tableau d'Honneur |                         |
| Compétition       | Vainqueur               |
| I Liga            | Lech Poznań             |
| Coupe de Pologne  | Lechia Gdańsk (II Liga) |

| Promotions et relégations |                               |
| Relégués en II Liga       | Stal Mielec Gwardia Varsovie  |
| Promus de II Liga         | Górnik Wałbrzych Motor Lublin |

| Qualifications européennes 1983-1984   |                         |
| Coupe des clubs champions européens    | Qualifié                |
| 1er tour                               | Lech Poznań             |
| Coupe d'Europe des vainqueurs de coupe | Qualifié                |
| 1er tour                               | Lechia Gdańsk (II Liga) |
| Coupe UEFA                             | Qualifié                |
| 1er tour                               | Widzew Łódź             |

## Meilleurs buteurs
| # | Joueur                   | Équipe         | Buts |
| - | ------------------------ | -------------- | ---- |
| 1 | Mirosław Okoński         | Lech Poznań    | 15   |
|   | Miroslaw Tlokinski       | Widzew Łódź    | 15   |
| 3 | Zbigniew Stelmasiak (pl) | Pogoń Szczecin | 13   |